# Wereldkampioenschappen baanwielrennen 1971
De wereldkampioenschappen baanwielrennen 1971 werden gehouden van 25 tot en met 31 augustus 1971 in het Italiaanse Varese. Er stonden elf onderdelen op het programma, drie voor beroepsrenners, zes voor amateurs en twee voor vrouwen.

## Uitslagen

### Beroepsrenners
| Onderdeel     | Goud             | Goud      | Zilver            | Zilver    | Brons             | Brons               |
| ------------- | ---------------- | --------- | ----------------- | --------- | ----------------- | ------------------- |
| Sprint        | Leijn Loevesijn  | Nederland | Robert Vanlancker | België    | Giordano Turrini  | Italië              |
| Achtervolging | Dirk Baert       | België    | Charly Grosskost  | Frankrijk | Hugh Porter       | Verenigd Koninkrijk |
| Stayeren      | Theo Verschueren | België    | Jaap Oudkerk      | Nederland | Domenico de Lillo | Italië              |

### Amateurs
| Onderdeel            | Goud                                                             | Goud                           | Zilver                                                       | Zilver                         | Brons                                                | Brons                    |
| -------------------- | ---------------------------------------------------------------- | ------------------------------ | ------------------------------------------------------------ | ------------------------------ | ---------------------------------------------------- | ------------------------ |
| 1 kilometer          | Eduard Rapp                                                      | Sovjet-Unie                    | Peder Pedersen                                               | Denemarken                     | Pierre Trentin                                       | Frankrijk                |
| Sprint               | Daniel Morelon                                                   | Frankrijk                      | Sergeï Kravtsov                                              | Sovjet-Unie                    | Ivan Kucirek                                         | Tsjecho-Slowakije        |
| Achtervolging        | Martín Emilio Rodríguez                                          | Colombia                       | Josef Fuchs                                                  | Zwitserland                    | Giacomo Bazzan                                       | Italië                   |
| Ploegenachtervolging | Pietro Algeri Giacomo Bazzan Giorgio Morbiato Luciano Borgognoni | Italië                         | Thomas Huschke Heinz Richter Herbert Richter Uwe Unterwalder | Duitse Democratische Republiek | Günter Haritz Peter Vonhof Udo Hempel Jürgen Colombo | Bondsrepubliek Duitsland |
| Stayeren             | Horst Gnas                                                       | Bondsrepubliek Duitsland       | Rainer Podlesch                                              | Bondsrepubliek Duitsland       | Gaby Minneboo                                        | Nederland                |
| Tandem               | Hans-Jürgen Geschke Werner Otto                                  | Duitse Democratische Republiek | Jürgen Barth Rainer Muller                                   | Bondsrepubliek Duitsland       | Pierre Trentin Daniel Morelon                        | Frankrijk                |

### Vrouwen
| Onderdeel     | Goud              | Goud        | Zilver                 | Zilver      | Brons        | Brons             |
| ------------- | ----------------- | ----------- | ---------------------- | ----------- | ------------ | ----------------- |
| Sprint        | Galina Tsareva    | Sovjet-Unie | Galina Ermolaeva       | Sovjet-Unie | Iva Zajikova | Tsjecho-Slowakije |
| Achtervolging | Tamara Garkuchina | Sovjet-Unie | Keetie van Oosten-Hage | Nederland   | Iva Zajikova | Tsjecho-Slowakije |

### Medaillespiegel
| Plaats | Land                           | Goud | Zilver | Brons | Totaal |
| 1      | Sovjet-Unie                    | 3    | 2      | 0     | 5      |
| 2      | België                         | 2    | 1      | 0     | 3      |
| 3      | Nederland                      | 1    | 2      | 1     | 4      |
| 3      | Bondsrepubliek Duitsland       | 1    | 2      | 1     | 4      |
| 5      | Frankrijk                      | 1    | 1      | 2     | 4      |
| 6      | Duitse Democratische Republiek | 1    | 1      | 0     | 2      |
| 7      | Italië                         | 1    | 0      | 3     | 4      |
| 8      | Colombia                       | 1    | 0      | 0     | 1      |
| 9      | Denemarken                     | 0    | 1      | 0     | 1      |
| 9      | Zwitserland                    | 0    | 1      | 0     | 1      |
| 11     | Tsjecho-Slowakije              | 0    | 0      | 3     | 3      |
| 12     | Verenigd Koninkrijk            | 0    | 0      | 1     | 1      |
| Totaal | Totaal                         | 11   | 11     | 11    | 33     |